# 1990年日本グランプリ (4輪)
1990年日本グランプリ（1990 Japanese Grand Prix）は、1990年F1世界選手権の第15戦として、1990年10月21日に鈴鹿サーキットで決勝レースが開催された。

## 概要

### 3度目の鈴鹿対決
アイルトン・セナとアラン・プロストのドライバーズチャンピオン争いは3年続けて終盤戦の日本GPまでもつれこんだ。選手権ポイントではセナが9点リードし、プロストは逆転に望みをつなぐためにも優勝する必要がある。両者は前年までマクラーレンのチームメイトだったが、今回はプロストがフェラーリに移籍したことで、チーム間の対決という構図も生まれた。前戦スペインGPではフェラーリ勢がワンツー勝利、マクラーレン勢が2台ともリタイアという結果になり、コンストラクターズチャンピオン争いもマクラーレンとフェラーリの差が18点に縮まった。ゲルハルト・ベルガー（マクラーレン）、ナイジェル・マンセル（フェラーリ）には両タイトルへの貢献が求められた。

### 代役出場
日本GPを前に、前年の優勝者アレッサンドロ・ナニーニがヘリコプター墜落事故で右手首を切断するというショッキングな出来事が起こった。所属のベネトンをはじめ、パドックの面々からナニーニを励ますメッセージが寄せられた。ベネトンは代役としてロベルト・モレノの起用を発表した。
スペインGP予選中に瀕死の重傷を負ったマーティン・ドネリーは集中治療室で容態が回復中とのニュースが伝えられた。ロータスは代役として前年ベネトンに所属し、この年は全日本F3000選手権参戦中のジョニー・ハーバートを起用した。
ミナルディはパオロ・バリッラに代わり、フェラーリのテストドライバーを務めるジャンニ・モルビデリを起用した。ミナルディは翌年フェラーリからエンジン供給を受けることが決まっている。

## 予選

### 予選展開
ユーロブルンとライフの撤退により金曜午前の予備予選は行われず、予備予選組の4台も参加して公式予選が行われた。初日は滑りやすい路面でスピン、クラッシュが続出。セナもフリー走行でスピンし、ピットに戻るまで30分を無駄にした。予選第1セッションではベルガーが暫定ポールポジションを獲得し、プロスト、セナ、マンセルの順となった。フェラーリ移籍決定で注目されるジャン・アレジ（ティレル）は1コーナーで高速クラッシュし、首の痛みから以後の出走を見合わせた。
2日目はコースコンディションも改善され、タイムはおおむね向上した。予選第2セッション終了まで残り5分、セナとプロストが同時にピットアウトし、最後のタイムアタックを行う。セナはひとり1分36秒台に突入し、コースレコードを更新する1分36秒996で3年連続ポールポジションを獲得。プロストは0.232秒遅れたが確実に2番手のタイムを刻んだ。グリッド2列目までマクラーレンとフェラーリの2強が占め、以下ウィリアムズ、ベネトン、ティレルといったセカンドグループが続いた。日本勢は鈴木亜久里（ラルース）が10位、中嶋悟（ティレル）が14位につけた。
鈴鹿のポールポジションのグリッドは伝統的にイン側（ピット寄り）だが、走行ライン外のため路面のグリップが悪い。過去2年スタートを失敗したセナは、PP獲得者のスタート位置をタイヤラバーの乗っているアウト側（スタンド寄り）へ変更することを水曜日からリクエストした。一度は運営オフィシャル側から変更に同意が出たが、予選終了後になってパリにいるFISAのバレストル会長から変更は認めないとの通達が入り、結局セナの要望は受け入れられずにPPはイン側スタートとなった。1年後のセナの証言によれば、これが決勝での波乱のきっかけとなっていた。

### 予選結果
| 順位 | No | ドライバー                 | コンストラクター         | 1回目     | 2回目     |
| ---- | -- | -------------------------- | ------------------------ | --------- | --------- |
| 1    | 27 | アイルトン・セナ           | マクラーレン・ホンダ     | 1'38.828  | 1'36.996  |
| 2    | 1  | アラン・プロスト           | フェラーリ               | 1'38.684  | 1'37.228  |
| 3    | 2  | ナイジェル・マンセル       | フェラーリ               | 1'38.969  | 1'37.719  |
| 4    | 28 | ゲルハルト・ベルガー       | マクラーレン・ホンダ     | 1'38.374  | 1'38.118  |
| 5    | 5  | ティエリー・ブーツェン     | ウィリアムズ・ルノー     | 1'39.577  | 1'39.324  |
| 6    | 20 | ネルソン・ピケ             | ベネトン・フォード       | 1'41.041  | 1'40.049  |
| 7    | 4  | ジャン・アレジ             | ティレル・フォード       | 1'40.052  | DNS       |
| 8    | 6  | リカルド・パトレーゼ       | ウィリアムズ・ルノー     | 1'40.355  | 1'40.664  |
| 9    | 19 | ロベルト・モレノ           | ベネトン・フォード       | 1'41.719  | 1'40.579  |
| 10   | 30 | 鈴木亜久里                 | ラルース・ランボルギーニ | 1'41.442  | 1'40.888  |
| 11   | 23 | ピエルルイジ・マルティニ   | ミナルディ・フォード     | 1'40.899  | 1'41.964  |
| 12   | 11 | デレック・ワーウィック     | ロータス・ランボルギーニ | 1'41.482  | 1'41.024  |
| 13   | 16 | イヴァン・カペリ           | レイトンハウス・ジャッド | 1'41.657  | 1'41.033  |
| 14   | 3  | 中嶋悟                     | ティレル・フォード       | 1'41.208  | 1'41.078  |
| 15   | 12 | ジョニー・ハーバート       | ロータス・ランボルギーニ | 1'43.111  | 1'41.588  |
| 16   | 15 | マウリシオ・グージェルミン | レイトンハウス・ジャッド | 1'42.049  | 1'41.698  |
| 17   | 29 | エリック・ベルナール       | ローラ・ランボルギーニ   | 1'42.141  | 1'41.709  |
| 18   | 25 | ニコラ・ラリーニ           | リジェ・フォード         | 1'43.396  | 1'42.339  |
| 19   | 21 | エマニュエル・ピロ         | ダラーラ・フォード       | 17'40.230 | 1'42.361  |
| 20   | 24 | ジャンニ・モルビデリ       | ミナルディ・フォード     | 1'42.858  | 1'42.364  |
| 21   | 26 | フィリップ・アリオー       | リジェ・フォード         | 1'44.106  | 1'42.593  |
| 22   | 8  | ステファノ・モデナ         | ブラバム・ジャッド       | 1'42.617  | No Time   |
| 23   | 7  | デビッド・ブラバム         | ブラバム・ジャッド       | 1'43.156  | No Time   |
| 24   | 10 | アレックス・カフィ         | アロウズ・フォード       | 1'43.270  | 1:43.887  |
| 25   | 9  | ミケーレ・アルボレート     | アロウズ・フォード       | 1'43.304  | 1'43.610  |
| 26   | 22 | アンドレア・デ・チェザリス | ダラーラ・フォード       | 1'43.601  | 1'43.647  |
| DNQ  | 14 | オリビエ・グルイヤール     | オゼッラ・フォード       | 1'43.993  | 1'43.782  |
| DNQ  | 17 | ガブリエル・タルキーニ     | AGS・フォード            | 1'44.281  | 29'56.038 |
| DNQ  | 18 | ヤニック・ダルマス         | AGS・フォード            | 1'44.410  | 1'46.326  |
| DNQ  | 31 | ベルトラン・ガショー       | コローニ・フォード       | 20'22.535 | 1'45.393  |

- 太字はベストタイム、DNSは不出走（Do Not Start）、DNQは予選不通過（Do Not Qualify）。

## 決勝

### 決勝展開

#### 事前状況
朝のドライバーズミーティングでは、ネルソン・ピケ（ベネトン）がシケインをオーバーランした時の対処法を議題に挙げた。ピケは「Uターンしてコースに復帰するのは危険だから、安全が確認できればシケインをショートカットしてコースに戻ってもよいだろう」と提案し、出席者一同の了解を得た。しかし、前年この事例で失格処分を受けたセナは感情を昂ぶらせ、「僕はこんなのもう耐えられない。昨年の事件は本当に馬鹿げていた」と言い残して途中退席した。競技委員はピケの提案を認めず、前年と同じルールをとることを確認した。
決勝用セッティングを確認するフリー走行ではフェラーリのマンセル、プロストが1・2位を記録。マクラーレン代表ロン・デニスに「フルタンクで走っていたとは信じ難い」と言わしめる好調さを見せつけた。予選1日目のタイムで7位につけたものの、クラッシュによる首の痛みで2日目の予選をキャンセルしたアレジは、首の痛みが良化しないため決勝の欠場が決まり、8位以下のグリッドが繰り上がりアレジを除いた25台でのスタートを迎えた。

#### スタートの波乱
過去3年間の日本GP決勝は曇りか雨の天気だったが、この年は夏を思わせる快晴の天候に恵まれた。幸運にもチケットを手に入れて鈴鹿を訪れた14万の大観衆の視線は、フロントローに並ぶセナとプロストに集中した。
グリーンシグナルが灯った瞬間プロストが好ダッシュを決め、セナの前に出た。プロストはミラーでセナの位置を確かめ、マシンを軽くアウト側に振ってから1コーナーにアプローチした。セナはそのインへ飛び込み、左フロントタイヤがプロストのマシン後部に接触。両者は弾かれたようにサンドトラップに突っ込み、濛々と砂煙が上がった。相討ちによりスタート後わずか8秒でセナの2度目のタイトル獲得が決定。ライバル対決は前年に続いて後味の悪い結末を迎えた。マシンを降りた2人は言葉も交わさず、前後に距離をおいてピットへと歩いた。前年の日本GPで起きたセナとプロストの接触ではセナの失格となっており、プロストはコントロールタワーに行きセナの危険な行為を訴えたが、審判団は前回と異なり接触を通常のレーシングアクシデントとして処理した。
この裁定についてモータースポーツジャーナリストのルイス・バスコンセロスは、当時現場で公然と裁定に介入していたジャン＝マリー・バレストルが前年のレースと異なり来日せずにパリのFIA本部におり、そうじゃなかったらどうなっていたことかと指摘している。
後日談として1年後の日本GP決勝終了後、このスタート直後の接触についてセナは記者会見の席で、ポールポジショングリッドの変更を認めなかったバレストルに非があったと主張し「'90年の鈴鹿では、バレストルが予選後にパリから命令を出して僕を不利な場所に座らせた。心底頭に来たよ。この茶番によって、スタートでプロストに抜かれて先頭を失うようなことになったら、ファーストコーナーで後先は考えないで突っ込んでやるって決心したんだ。あれは政治家（バレストル）が下らない、最低の決断をし続けてきた結果だ。」と確信的な撃墜行為だったことを告白した。

#### ベネトンのワンツー走行
この混乱の間に4位スタートのベルガーがトップに立つも、2周目の1コーナーで路面に撒かれた砂に乗りスピン。漁夫の利をえたマンセルが首位に立った。凡ミスを恥じたベルガーはリタイア後ピットに戻らず、サーキットホテルの部屋に直行した。
マンセルは順調に首位を走行。スタートでウィリアムズ勢をかわしたベネトンのピケ、ロベルト・モレノが2位・3位に付けた。ソフトタイヤを履くマンセルに対し、ベネトン勢はBスペックのハードタイヤを選択し、タイヤ無交換作戦のペースで周回する。26周目、マンセルはピケに8秒差をつけてタイヤ交換のためピットイン。しかし、リスタートした瞬間ドライブシャフトが折れ、ピットロードで万事休す。これでマクラーレンのコンストラクターズタイトル3連覇も決定した。
2強4台の全滅でワンツー体制を固めたベネトン勢は危なげなく完走し、2年続けて日本GPを制覇。ナニーニの事故に打ちのめされながらも、最高の結果を残した。ピケは1987年イタリアGP以来3年ぶりの通算21勝目。モレノはユーロブルンの撤退でシートを失ってから10日後に苦労が報われ、兄のように慕うピケと抱き合い嬉し泣きした。

#### 日本勢の健闘
スタートの波乱後、粛々と進むレースを沸かせたのは日本人ドライバーの活躍だった。鈴木は7周目のメインストレートでデレック・ワーウィックに並びかけ、アウト側の芝生にタイヤを落としながらも2コーナーでインを突き6位に浮上。マンセルのリタイアで5位に上がり、アンダーステアに苦しむウィリアムズ勢をファステストラップを連発しながら追いかけ、35周目にリカルド・パトレーゼのピットインで3位に浮上した。鈴木は単独走行しているのに（ピットインの流れで）順位が繰り上がっていき、ピットのサインボードに「P3（3位）」と出た時には訳が分からず驚いたという。チームは周回遅れになることを想定した1周少ない分の燃料しか入れておらず、終盤はガス欠を心配する無線連絡もあった。それでもペースを緩めず走りきり、地元レースで日本人として（アジア人としても）初のF1表彰台に立った。残り2周は観客席で打ち振られる日の丸をみて涙が止まらなかったという一方で、スタート前はセナを応援するブラジル国旗ばかりだったので、「日の丸を持ってきているのなら、最初から振ってくれよ」という感想も抱いた。感動の表彰式を終えてピットに戻ると、プロストの応援のため鈴鹿を訪れていた名優アラン・ドロンから祝福された。
中嶋も古巣のロータス勢を追い上げ、36周目1コーナーでアウト側から得意の「大外刈り」でワーウィックをかわし、6位に入賞した。後輩鈴木の表彰台については、笑顔交じりで「おめでとう、俺より先行っちゃったな。でも来年はたぶん俺のほうが（ホンダからエンジンの供給受けることが決まっていたことを受けて）可能性上がるから、俺も頑張る」とコメントした。
2021年現在、日本グランプリにおいて、地元日本人ドライバーが2人以上入賞した唯一のレースである。

### 決勝結果
| 順位 | No | ドライバー                 | コンストラクター         | 周回 | タイム/リタイヤ  | グリッド | ポイント |
| ---- | -- | -------------------------- | ------------------------ | ---- | ---------------- | -------- | -------- |
| 1    | 20 | ネルソン・ピケ             | ベネトン・フォード       | 53   | 1:34'36.824      | 6        | 9        |
| 2    | 19 | ロベルト・モレノ           | ベネトン・フォード       | 53   | +7.223           | 8        | 6        |
| 3    | 30 | 鈴木亜久里                 | ラルース・ランボルギーニ | 53   | +22.469          | 9        | 4        |
| 4    | 6  | リカルド・パトレーゼ       | ウィリアムズ・ルノー     | 53   | +36.258          | 7        | 3        |
| 5    | 5  | ティエリー・ブーツェン     | ウィリアムズ・ルノー     | 53   | +46.884          | 5        | 2        |
| 6    | 3  | 中嶋悟                     | ティレル・フォード       | 53   | +1'12.350        | 13       | 1        |
| 7    | 25 | ニコラ・ラリーニ           | リジェ・フォード         | 52   | +1 Lap           | 17       |          |
| 8    | 23 | ピエルルイジ・マルティニ   | ミナルディ・フォード     | 52   | +1 Lap           | 10       |          |
| 9    | 10 | アレックス・カフィ         | アロウズ・フォード       | 52   | +1 Lap           | 23       |          |
| 10   | 26 | フィリップ・アリオー       | リジェ・フォード         | 52   | +1 Lap           | 20       |          |
| Ret  | 11 | デレック・ワーウィック     | ロータス・ランボルギーニ | 38   | ギアボックス     | 11       |          |
| Ret  | 12 | ジョニー・ハーバート       | ロータス・ランボルギーニ | 31   | エンジン         | 14       |          |
| Ret  | 9  | ミケーレ・アルボレート     | アロウズ・フォード       | 28   | エンジン         | 24       |          |
| Ret  | 2  | ナイジェル・マンセル       | フェラーリ               | 26   | ドライブシャフト | 3        |          |
| Ret  | 21 | エマニュエル・ピロ         | ダラーラ・フォード       | 24   | エンジン         | 18       |          |
| Ret  | 29 | エリック・ベルナール       | ラルース・ランボルギーニ | 24   | エンジン         | 16       |          |
| Ret  | 24 | ジャンニ・モルビデリ       | ミナルディ・フォード     | 18   | スピン           | 19       |          |
| Ret  | 16 | イヴァン・カペリ           | レイトンハウス・ジャッド | 16   | エンジン         | 12       |          |
| Ret  | 22 | アンドレア・デ・チェザリス | ダラーラ・フォード       | 13   | スピン           | 25       |          |
| Ret  | 15 | マウリシオ・グージェルミン | レイトンハウス・ジャッド | 5    | エンジン         | 15       |          |
| Ret  | 7  | デビッド・ブラバム         | ブラバム・ジャッド       | 2    | スピン           | 22       |          |
| Ret  | 28 | ゲルハルト・ベルガー       | マクラーレン・ホンダ     | 1    | スピン           | 4        |          |
| Ret  | 8  | ステファノ・モデナ         | ブラバム・ジャッド       | 0    | 接触             | 21       |          |
| Ret  | 27 | アイルトン・セナ           | マクラーレン・ホンダ     | 0    | 接触             | 1        |          |
| Ret  | 1  | アラン・プロスト           | フェラーリ               | 0    | 接触             | 2        |          |
| DNS  | 4  | ジャン・アレジ             | ティレル・フォード       |      | 体調不良         | 7        |          |
| DNQ  | 14 | オリビエ・グルイヤール     | オゼッラ・フォード       |      |                  |          |          |
| DNQ  | 17 | ガブリエル・タルキーニ     | AGS・フォード            |      |                  |          |          |
| DNQ  | 18 | ヤニック・ダルマス         | AGS・フォード            |      |                  |          |          |
| DNQ  | 31 | ベルトラン・ガショー       | コローニ・フォード       |      |                  |          |          |

- 太字は入賞者、DNSは不出走（Do Not Start）、DNQは予選不通過（Do Not Qualify）。

## データ
大会
- 大会名 - 1990年 FIA F1世界選手権 フジテレビジョン 日本グランプリ (1990 FIA Formula One World Championship Fuji Television Japanese Grand Prix)
- 開催日 - 1990年10月19日 - 10月21日
- 開催地 - 鈴鹿サーキット
- 主催 - 鈴鹿サーキットランド/鈴鹿モータースポーツクラブ
- レース距離 - 310.527km（5.859km×53LAP）
- 決勝日観客 - 141,000人
- 決勝日天候 - 晴れ

記録
- ポールポジション - アイルトン・セナ（マクラーレン・ホンダ） 1分36秒996
- 優勝 - ネルソン・ピケ（ベネトン・フォード） 1時間34分36秒824
- ファステストラップ - リカルド・パトレーゼ（ウィリアムズ・ルノー） 1分44秒223（LAP40）
- ラップリーダー - ゲルハルト・ベルガー（LAP1）→ナイジェル・マンセル（LAP2 - 26）→ネルソン・ピケ（LAP27 - 53）